# Změna zabarvení zubu

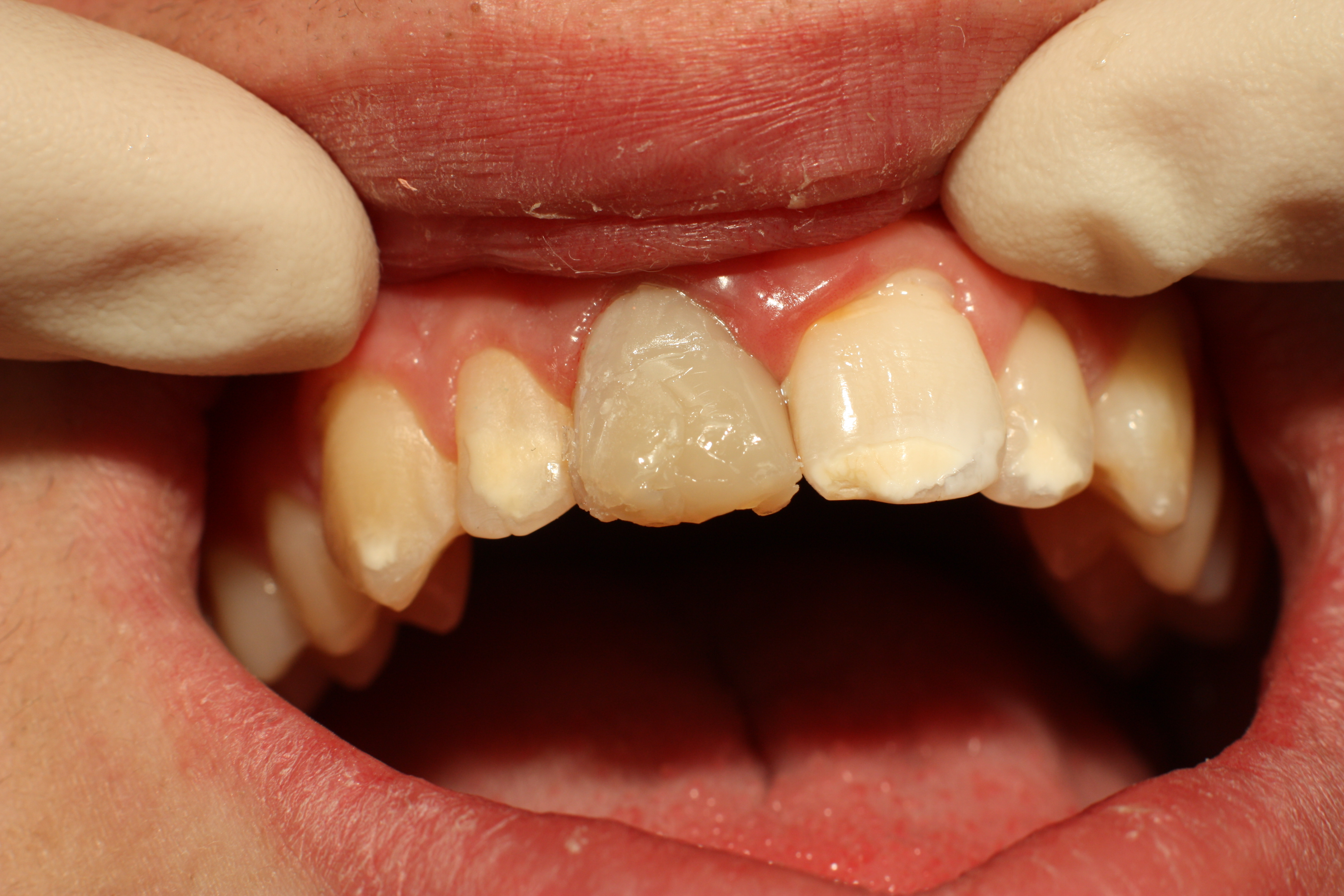
Vnitřní změna zabarvení zubu způsobená úrazem

Změna zabarvení zubů označuje abnormální barvu, odstín nebo průsvitnost zubu. Vnější zabarvení vzniká nánosem pigmentů na povrchu zubu, zatímco vnitřní zabarvení je způsobeno pronikáním barviv do struktury zubu či úrazem. Na změně barvy se často podílí více různých faktorů současně. Stárnutí přináší ztmavnutí zubů přirozeně. Ubývá skloviny a přibývá tmavšího sekundárního dentinu.

## Příčiny

### Vnější zabarvení zubu
Vzniká nánosem pigmentů na povrchu zubů – například z tabáku, čaje, kávy, vína, chlorhexidinu nebo kovových sloučenin (železo, měď, kadmium). Zubní plak, zubní kámen a barviva z potravin (např. karotenoidy) k zabarvení také přispívají. Dlouhodobé vnější zabarvení se může časem stát vnitřním.

### Vnitřní zabarvení zubu
Má původ v narušené struktuře zubu – vzniká při vývoji (např. fluoróza, užívání tetracyklinů, genetické poruchy jako amelogenesis imperfecta), nebo později (úrazy, kaz, mrtvá dřeň, léčba kořenových kanálků, amalgámové výplně).

## Léčba změny zabarvení zubu
Změna barvy předních zubů je častým důvodem návštěvy zubního lékaře, i když mnoho osob žádá bělení zubů i při normálním odstínu. Postup závisí na příčině zabarvení. Většina případů je neškodná a pouze kosmetická, jindy může jít o známku onemocnění (např. odumření zubní dřeně či kalcifikace zubní dřeně). Vnější zabarvení se obvykle odstraní čištěním. Doma pomocí abrazivních zubních past nebo profesionálně pomocí scalingu a leštění. Důležitá je i prevence a odstranění příčiny (např. kouření). Vnitřní zabarvení vyžaduje bělení zubů nebo estetické řešení pomocí výplní, faset či korunek.